# Nora Orlandi
Nora Orlandi (Voghera, Lombardía, 18 de junio de 1933-Roma, 1 de enero de 2025) fue una compositora, violinista, pianista, actriz de teatro y cantante italiana. Algunas de sus obras las firmó bajo el seudónimo de Joan Christian.

## Obra
- 1967,  banda sonora de la película Clint el solitario (de Alfonso Balcázar)
- 1967,  banda sonora de la película Como lobos sedientos (de Romolo Guerrieri)
- 1967,  banda sonora de la película Tu cabeza por mil dólares (de Giovanni Fago)
- 1973,  banda sonora de la película Un dólar de recompensa (de Rafael Romero Marchent)